# باربارا کارینسکا
باربارا کارینسکا (انگلیسی: Barbara Karinska؛ ۳ اکتبر ۱۸۸۶ – ۱۸ اکتبر ۱۹۸۳) یک طراح صحنه و لباس اهل ایالات متحده آمریکا بود.